# Leiopus linnei
Leiopus linnei је инсект из реда тврдокрилаца (Coleoptera) и фамилије стрижибуба (Cerambycidae). Припада потфамилији Lamiinae. Ова врста је описана тек 2010. године на основу примерака из Шведске, Данске и Норвешке, а име је добила по Карлу Линеу. Веома је слична врсти Leiopus nebulosus, па је вероватно велики број налаза врсте Leiopus linnei погрешно идентификован као L. nebulosus.

## Распрострањење и станиште
Распрострањена је у целој Европи. Честа је у средњој Европи, где је и бројнија од врсте L. nebulosus, која је доминантнија у приобалним подручјима Европе. У Србији је L. linnei широко распрострањена.

## Опис
Leiopus linnei је дугaчка 5—10 mm, а женке су просечно нешто дуже од мужјака. 
Цела површина тела је покривена беличастом пубесценцијом са неправилним црним тачкицама, које формирају неправилну и широку тамну траку у основи покрилаца (предња трака) и најчешће косу, црну траку иза средине покрилаца (задња трака). Беличасто подручје на средини покрилаца, између предње и задње тамних трака, често је са бројним малим тамним мрљама. Пронотум је прекривен мешавином браонкасте и жућкасте пубесценције која формира шару светлијих мрља или попречних трака на средини. Пронотум је широк, често са три до пет подигнутих туберкула: два близу задње ивице, један издужен у средини, а два близу предње ивице. Подручје између четири рубна туберкула често прекривено жућкастим пубесценцијом. Пронотална пунктација је релативно груба и више концентрисана средишње. 
Чело више избочено и шире него код L. nebulosus. Максимална ширина чела (1,23 mm) значајно већа од ширине L. nebulosus (0,98 mm). 
Задња ивица последњег видљивог трбушног сегмента (овипозитор) женке L. linnei прекривена је густом перјаницом дугих длака, што није карактеристика женки L. nebulosus. 
Дужина тела мужјака L. linnei (просечно 7,83 mm) значајно већа од дужине тела мужјака L. nebulosus (просечно 7,05 mm). Женке L. linnei су дуже (8,21 mm) од женки L. nebulosus (7,39 mm). 
Едеагус L. linnei је дугачак приближно 1,7 mm, релативно широк и чврст, благо проширен до средине, а затим тек благо сужен и закривљен према врху; вентрални гребен избочен, формира изразит апикални врх, често издужен и зашиљен вентрално. Дорзални гребен са заобљеним врхом. Парамере су дугачке приближно 1,8 mm, дорзо-вентрално спљоштене, нераздвојене, формирају равну унутрашњу линију према врху; врх са оштром ивицом према унутра и заобљенији са стране; са мешавином финих и грубих реса релативно кратких, браонкастих длачица добро концентрисаних на ивици врха, такође расутих појединачних длачица медијално према врху. Базални део парамера вири, дајући му отечени изглед.

## Биологија и развиће
Имага су активна у касно пролеће и рано лето, од априла до јула. Ларва се развија у сувим гранама листопадног дрвећа, а то су буква, храст, граб, орах, јавор, брест, бреза, врба, врсте рода Prunus, дивљи кестен, грабић, леска, јабука, смрча, бор, руј, липа, багрем и друге. Ларве L. linnei формирају галерије тунела испод коре дрвета. Ларве се улуткавају испод коре дрвета, а некада и у кори, у колико је дебела. Развиће траје 1-2 године. Имага се налазе на сувим гранама и стаблима биљке домаћина.